# Paratemnopteryx atra
Paratemnopteryx atra är en kackerlacksart som beskrevs av Karlis Princis 1963. Paratemnopteryx atra ingår i släktet Paratemnopteryx och familjen småkackerlackor. Inga underarter finns listade i Catalogue of Life.